# Філіпп (син Філіппа V)
Філіпп (дав.-гр. Φίλιππος; 182—164 до н. е.) — син македонського басилевса Філіппа V, один з останніх представників династії Антигонідів.

## Біографія
Філіпп був молодшим сином македонського басилевса Філіппа V, після смерті батька він був усиновлений старшим братом Персеєм. Він був проголошений спадкоємцем брата і не втратив цей статус навіть після народження у басилевса власного сина — Александра. Філіпп стояв поряд з Персеєм та Александром на військових зборах, під час яких басилевс оголосив війну Риму. Після поразки у Битві біля Підни, Філіпп супроводжував Персея у його бігстві спочатку до Амфіполіса, а потім і до Самофракії, де їх схопили римляни. Філіпп разом з іншими членами царської сім'ї був відправлений до Італії. Разом з родиною його провели у кайданах під час тріумфу Луція Емілія Павла у Римі. Потім жив у Альбі Фуцинській, він пережив Персея на два роки і помер у 164 році до н. е..
Близько 150 року до н. е. авантюрист Андріск проголосив себе Філіппом. Начебто Персей перед війною передав його на виховання якомусь критянину. Андріску вдалося захопити владу у Македонії і відновити монархію. Ці події спричинили Четверту Македонську війну, за результатами якої Андріска було повалено, а Македонія стала римською провінцією. У 139 році до н. е. з'явився ще один Псевдо-Філіпп, але його дії не мали значного успіху.